# Andreas Granqvist
Andreas Granqvist (* 16. April 1985 in Helsingborg) ist ein ehemaliger schwedischer Fußballspieler. Der Defensivspieler, der 2006 in der schwedischen Nationalmannschaft debütierte, war in seiner Laufbahn außerhalb seines Heimatlandes in England, den Niederlanden, Italien und Russland aktiv.

## Werdegang
Granqvist begann seine Laufbahn bei Påarps GIF. 1997 wechselte er in die Jugendabteilung von Helsingborgs IF. 2004 debütierte er in der Allsvenskan, in der er sich schnell zum Führungsspieler entwickelte und Mannschaftskapitän wurde. 
Am 23. Januar 2006 debütierte Granqvist beim 0:0 gegen Jordanien im Trikot der schwedischen Nationalmannschaft, nachdem er bereits in 26 Spielen für die schwedische U21-Auswahl aufgelaufen war.
Im Januar 2007 wechselte Granqvist zunächst auf Leihbasis zu Wigan Athletic in die Premier League. Im Sommer wurde er, obwohl nur einmal in einem Pokalspiel eingesetzt, fest verpflichtet und unterschrieb einen Zweijahresvertrag. Nach 14 Spieleinsätzen in der Premier League kehrte er im Winter auf Leihbasis nach Schweden zu Helsingborgs IF zurück, um bis zum Sommer Spielpraxis zu sammeln und sich für den Kader der schwedischen Nationalmannschaft für die Europameisterschaft 2008 zu empfehlen. Dies gelang ihm, da er sich erneut als Stammspieler in der Anfangsformation des schwedischen Klubs etablierte und alle elf Saisonspiele bis zur Sommerpause bestritt.
Nachdem Granqvist im Laufe des EM-Turniers nicht zum Einsatz gekommen war, wechselte er einen Monat nach dem Ausscheiden der Nationalelf in der Gruppenphase zum FC Groningen. In der niederländischen Eredivisie spielte er in einer Mannschaft mit seinen Landsmännern Fredrik Stenman, Marcus Berg und Petter Andersson. In der Saison 2010/11 war er Mannschaftskapitän des FC Groningen. Nach 116 Pflichtspielen mit 24 Toren für die Niederländer unterzeichnete Granqvist einen Vertrag beim CFC Genua zur Saison 2011/12. Auch in der Serie A war er über weite Strecken Stammspieler, mit dem Klub hielt er jeweils knapp die Klasse.
Mit der schwedischen Nationalmannschaft erreichte er die Europameisterschaft 2012, die Auswahl scheiterte jedoch in der Gruppenphase.
Im August 2013 wechselte Granqvist nach Russland und schloss sich dem FK Krasnodar an. Mit einer Ablösesumme von 46 Millionen Schwedischen Kronen war er einer der bis dato teuersten schwedischen Defensivspieler. In seiner ersten Spielzeit beim Klub erreichte er das Endspiel um den russischen Landespokal gegen FK Rostow. Im Elfmeterschießen trat er den ersten Strafstoß; obwohl er verwandelte, wurde das Spiel verloren. In den folgenden Jahren platzierte er sich mit dem Verein jeweils unter den besten fünf Mannschaften und erreichte den Europapokal. 
Parallel reüssierte er als Stammkraft in der Defensive der Nationalmannschaft. Nachdem die Qualifikation zur Weltmeisterschaft 2014 verpasst worden war, war er als Stammspieler und Kapitän einer der Garanten für die erfolgreiche Qualifikation zur Europameisterschaftsendrunde 2016. Folglich nominierte ihn Nationaltrainer Erik Hamrén Mitte Mai für das EM-Turnier in Frankreich. In allen drei Gruppenspielen gegen Irland, Italien und Belgien stand er in der Stammelf und bestritt jede Spielminute. Danach schied das Team erneut aus. Mit der Nationalmannschaft nahm er an der WM 2018 teil. Dort schied die schwedische Mannschaft erst im Viertelfinale aus, als die Skandinavier mit 0:2 gegen England verloren. Dabei kam Andreas Granqvist in allen Partien seiner Mannschaft zum Einsatz. Nach der Weltmeisterschaft kehrte er zu Helsingborgs IF zurück.
Mit der schwedischen Auswahl erreichte er bei der Europameisterschaft 2021 das Achtelfinale, wo Schweden gegen die Ukraine ausschied.

## Auszeichnungen
- Abwehrspieler des Jahres in Schweden: 2014 und 2015[9]
- Schwedens Fußballer des Jahres 2017